# Фонте-Аркада (Сернанселье)
Фонте-Аркада (порт. Fonte Arcada) — район (фрегезия) в Португалии, входит в округ Визеу. Является составной частью муниципалитета Сернанселье. Находится в составе крупной городской агломерации Большое Визеу. По старому административному делению входил в провинцию Бейра-Алта. Входит в экономико-статистический субрегион Доуру, который входит в Северный регион. Население составляет 279 человек на 2001 год. Занимает площадь 11,87 км².